# Aramis (RATP)
Pour les articles homonymes, voir Aramis (homonymie).

Module Aramis de 2e génération (1977), exposé dans la réserve de la RATP à Villeneuve-Saint-Georges.

Aramis (acronyme d’Agencement en rames automatisées de modules indépendants en stations) est un projet avorté de mini-métro automatique qui est développé entre 1970 et 1987 par la Régie autonome des transports parisiens (RATP) et Matra Transport.
Le projet concerne d'abord un taxi robot — équivalent de l'anglais, Personal Rapid Transit (PRT) pour « transport rapide personnalisé » —, puis un métro automatique de gabarit plus réduit que le véhicule automatique léger (VAL). Il prévoit la mise en circulation de modules à roulement sur pneumatiques pouvant embarquer dix passagers, fonctionnant de manière indépendante mais pouvant former des rames lorsque leurs itinéraires convergent. La destination et l'interaction entre modules est gérée par un système informatique.
Après de longues années de développement, les essais sont réalisés de 1986 à 1987 sur une piste construite sur la ligne de Petite Ceinture dans le 15e arrondissement de Paris. L'expérience est cependant abandonnée au bout de quelques mois à cause des trop nombreuses contraintes du système, notamment sa faible capacité.
Malgré l'échec du projet, les technologies développées pour Aramis ont été exploitées plus tard pour le projet Meteor et pour le VAL.

## Histoire

### Genèse

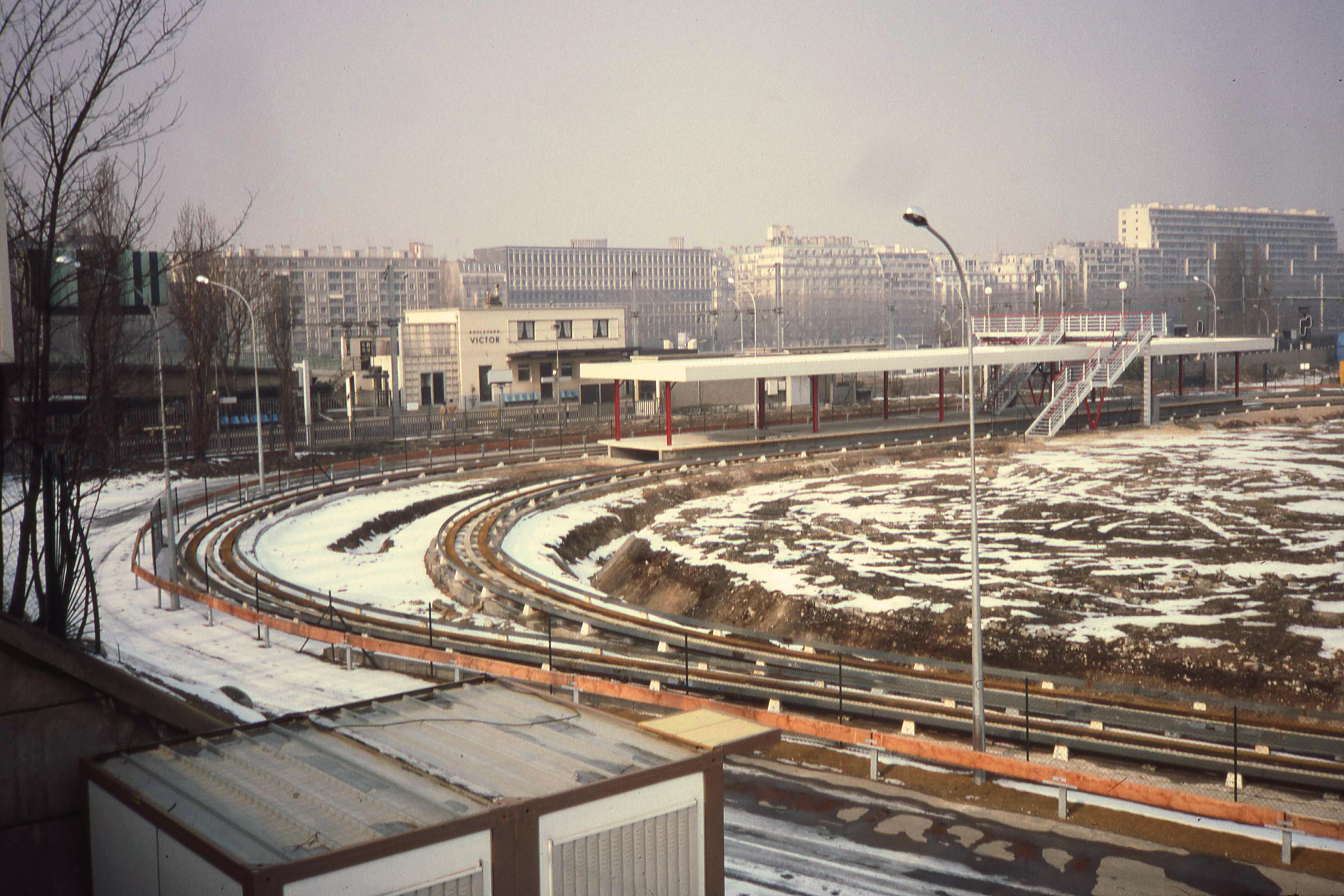
La base d'essai d’Aramis, à l'emplacement de l'ancienne gare de Grenelle-marchandises à côté de la gare du Boulevard Victor, en 1986.

Le programme Aramis apparaît en 1970 lorsque Matra Transport (aujourd'hui Siemens Mobility) achète des brevets se rapportant au concept de taxi robot à la société Automatisme et technique de Gérard Bardet et entame des études préliminaires. Soutenu par la DATAR dans le but de lutter contre l'engorgement automobile, ce projet s'inscrit dans l'engouement mondial de l'époque pour la technologie du taxi-robot, ou Personal Rapid Transit (PRT), venue des États-Unis.
L'idée principale du PRT est de développer un système de transport en commun personnalisable qui combine le débit important du métro et l'adaptation à la demande de l'automobile. Des modules de faible capacité sont mis en circulation sur un réseau maillé en site propre pour relier directement, sans arrêt, le point de départ au point d'arrivée à la manière d'un taxi. Même si les modules sont indépendants, ceux-ci sont programmés pour s'atteler virtuellement et ainsi former des trains lorsque leurs itinéraires convergent.

### Développement du projet
Le 13 avril 1972, l'Institut de recherche des transports, devenu l'Institut national de recherche sur les transports et leur sécurité (INRETS), et Matra signent un marché à hauteur d'environ cinq millions de francs pour la construction d'un prototype d’Aramis à l'aéroport d'Orly. Des essais y sont réalisés avec cinq véhicules circulant sur un tronçon de voie jusqu'au début de 1974, afin de valider le système.
En 1974, le ministère des Transports et le district de la région parisienne confient à la Régie autonome des transports parisiens (RATP) le rôle de maître d'ouvrage, en vue de perfectionner le système pour une future exploitation commerciale, en collaboration avec l'INRETS.

### Réseau planifié
Au début des années 1980, la ville de Paris revendique l'organisation de l'exposition universelle de 1989 pour fêter le bicentenaire de la Révolution française et étudie dans le même temps une liaison par les transports en commun entre les pôles de Javel et de Bercy, destinés à accueillir l'exposition. Le maire de Paris, Jacques Chirac, émet par ailleurs le souhait que la Petite Ceinture sud, fermée au trafic voyageur depuis 1934, accueille de nouveau un système de transport.
Le système Aramis est ainsi retenu sur une liaison entre Javel et la gare de Lyon via la Petite Ceinture et, le 12 mars 1982, le ministre des Transports donne un accord de principe à l'installation d'un centre d'études techniques (CET) à l'emplacement de l'ancienne gare de Grenelle-marchandises, à proximité de la gare du boulevard Victor (aujourd'hui Pont du Garigliano) du RER C. Malgré l'abandon du projet d'exposition, les essais d’Aramis sont maintenus en vue d'une possible candidature de Paris aux Jeux olympiques d'été de 2000.
Un réseau complet est prévu pour une ouverture en 1992 :
- une ligne de 11 km dont 9,5 km sur la ligne de Petite Ceinture ferroviaire sud de Paris, du boulevard Victor à la gare de Lyon ;
- une boucle de 2,7 km du boulevard Masséna à la porte d'Ivry via les gares de Lyon et d'Austerlitz ;
- une antenne d'1,2 km de la place d'Italie à la place de Rungis, dans le 13e arrondissement ;
- une antenne de 4,2 km de la porte d'Orléans à Bagneux ;
- une antenne assurant la desserte spécifique du Parc des Expositions, dans le 15e arrondissement.

Les antennes vers Bagneux et Place d'Italie se substituent à des prolongements alors envisagés des lignes 4 et 5 du métro,. La boucle prévue dans le 12e et le 13e arrondissement doit permettre la desserte des nouvelles ZAC de Bercy et Tolbiac-Masséna et remplace une extension possible de la ligne 10 vers la porte d'Ivry.

### Phase d'essais au CET du boulevard Victor
La réalisation du CET est lancée le 16 juillet 1984 par la signature d'un protocole d'accord signé par la RATP, le ministère des Transports, la région Île-de-France et Matra.
En décembre 1986, une voie d'essai de 1 500 mètres est posée à la gare de Grenelle-Marchandises, et le premier doublet de deux éléments commence ses essais. Pendant plusieurs mois les ingénieurs de la RATP et de Matra mettent au point l'interaction entre les modules sur le circuit mais rencontrent des difficultés, notamment avec l'attelage virtuel des doublets. Le CET reçoit la visite de Jacques Chirac, Premier ministre et maire de Paris, et d'Édouard Balladur, ministre de l'Économie et des Finances, qui prennent place dans un module.
Néanmoins, dès décembre 1987, l'expérience est définitivement suspendue : en effet, le système, s'il a prouvé sa viabilité technique, accumule de nombreux inconvénients, en particulier une très faible capacité et une incompatibilité avec le réseau existant. Les installations sont détruites et le site laisse sa place à l'actuel siège de France Télévisions.

## Description technique
Aramis est un système de transport urbain en commun, en site propre intégral et entièrement automatisé.
Il appartient au départ à la catégorie des taxis robots, c'est-à-dire que c'est un système de transport de point à point sans arrêt intermédiaire. Comme dans un ascenseur, le voyageur appelle le véhicule, puis monte à bord et indique sa destination à un ordinateur. Chaque station est située sur une voie dérivée, ce qui permet aux véhicules à l'arrêt d'être dépassés par ceux desservant des stations plus éloignées. 
- En 1974, la desserte devient semi-directe et les véhicules comportent six places, la destination est préprogrammée par le système.
- En 1977, la desserte devient omnibus, et les véhicules comportent dix places.

Le système final, mis à l'essai en 1986-1987, est fondé sur l'utilisation d'éléments autonomes de deux modules indissociables dits « doublets ». Ils sont électriques, à petit gabarit et roulent sur pneumatiques. Chaque doublet a une destination propre prédéfinie par l'ordinateur mais il se joint à d'autres doubles en ligne pour former une rame. En station, le voyageur peut ainsi choisir sa destination selon le doublet dans lequel il prend place. L'accouplement est permis par un système « d'attelage virtuel », géré informatiquement, qui maintient continuellement un écart de 21 cm entre les doublets. Le changement de voie s'effectue sans rail de guidage, par un dispositif d'aiguillage embarqué.

## Bilan

### Les raisons de l'échec
Dès l'arrêt des essais en décembre 1987, l'Institut national de recherche sur les transports et leur sécurité (INRETS) charge l'ingénieur et sociologue Bruno Latour de réaliser un audit sur Aramis. Celui-ci en tirera un ouvrage philosophico-technique intitulé Aramis ou l'amour des techniques, paru en 1992 aux éditions La Découverte.
Bruno Latour démontre dans son rapport la viabilité de la technologie, et affirme que le concept initial d'Aramis répondait bel bien à un besoin, celui de conjuguer capacité et confort pour les voyageurs. Tout en estimant qu'aucun des acteurs impliqués dans le projet n'est spécifiquement responsable de l'échec, il identifie un ensemble de causes ayant conduit à son échec.
Une première cause serait la mauvaise conduite du processus d'innovation : là où Matra avait conçu le VAL en partant d'un concept simple — un transport léger à haute fréquence — et en le complexifiant ensuite, Aramis a d'emblée été pensé comme une technologie très ambitieuse que ses concepteurs ont refusé de simplifier malgré les difficultés rencontrées, notamment avec l'attelage virtuel. Un autre problème très concret mais irrésolu était celui du comportement des voyageurs en station, les destinations multiples du système pouvant porter à confusion pour les non-initiés et créer des attroupements sur les quais. 
Une autre raison de cet échec serait le manque de dialogue et de compromis entre les différents acteurs qui poursuivaient des objectifs différents. Ainsi, Matra souhaitait abandonner le concept de taxi-robot et faire d'Aramis un VAL de petite capacité, tandis que la RATP ne s'intéressait qu'aux retombées technologiques et ne croyait pas à sa viabilité économique. Aramis était de toute façon trop peu capacitaire pour la région parisienne, y compris sur l'axe de la Petite Ceinture sud dont le potentiel de trafic avait été sous-estimé. Latour estime en revanche qu'une implantation dans une ville moyenne, à Montpellier ou à Dijon par exemple, aurait sûrement apporté toute satisfaction. L'auteur du rapport pointe également l'absence d'un soutien politique clair et continu, le ministre des transports Charles Fiterman ayant démissionné deux jours après la signature de l'accord en 1984.
Enfin, il met en lumière un amalgame décousu entre recherche et développement de la part des chercheurs au moment des essais au CET. Ainsi, alors même que les essais avaient débuté et que commençait la phase de développement du système, certains aspects techniques comme la gestion des embranchements et l'attelage virtuel entre les modules n'étaient toujours pas au point. Il conclut que les concepteurs ont manqué d'engagement dans le processus de recherche, persuadés que la technique suivrait leurs ambitions, ce qui été fatal à la viabilité du système.

### Avancées techniques

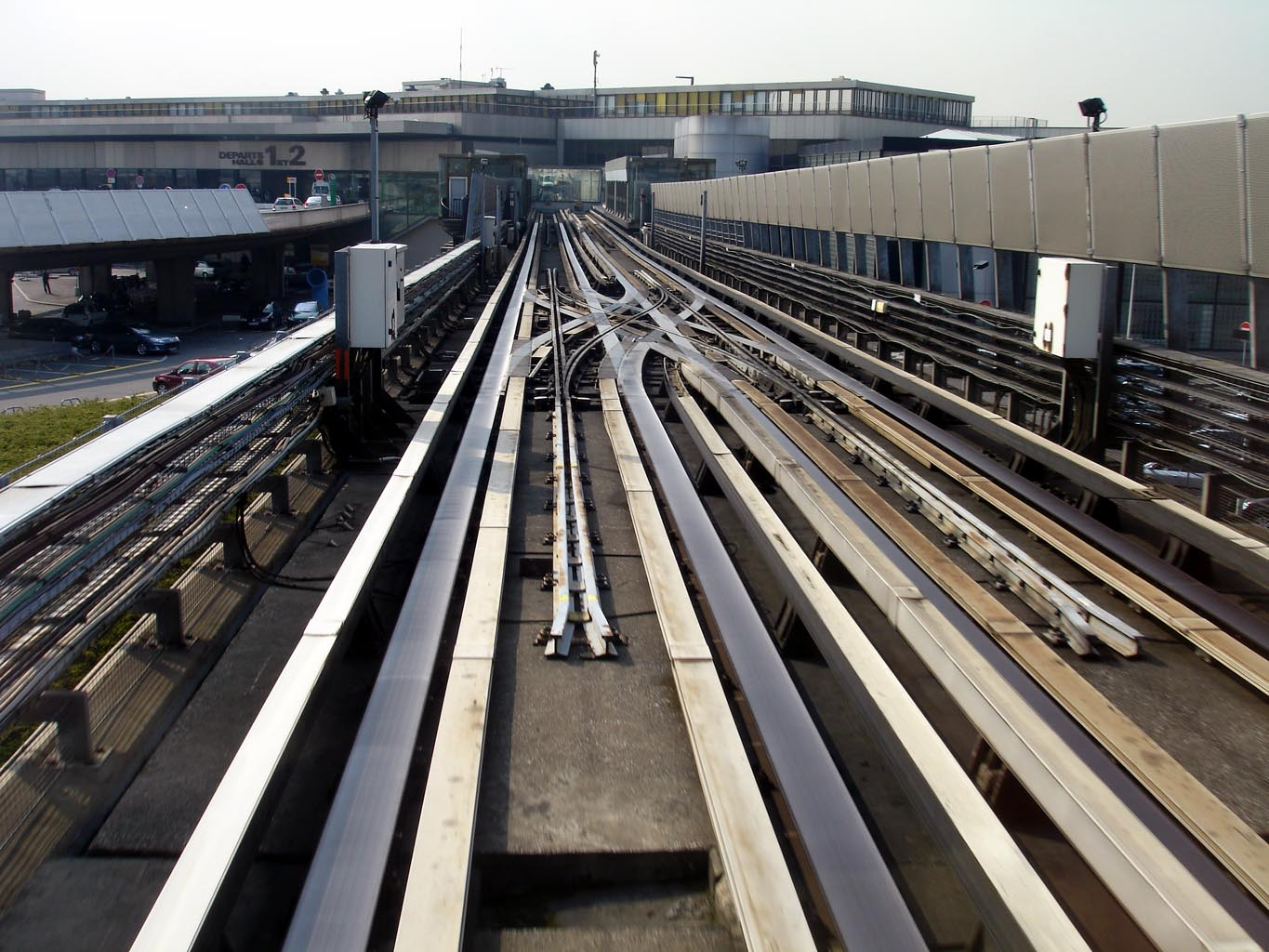
Le système d'aiguillage sans rails de guidage est similaire à celui du système VAL, mais Aramis disposait d'un aiguillage embarqué et non au sol comme son ainé ; ici les voies d'Orlyval.

Le système Aramis n'a jamais été exploité commercialement. Toutefois, le système de voies et les aiguillages sans rails de guidage sont similaires à ceux du système VAL, et les connaissances acquises lors des essais sur les automatismes ont permis de lancer le projet Meteor, première grande ligne de métro à automatisme intégral dans une capitale, ouverte en 1998, et qui deviendra la ligne 14 du métro de Paris. Certains automatismes mis au point pour Aramis sont en effet intégrés au Système d'automatisation de l'exploitation des trains (SAET), système de pilotage de la ligne.

## Implantations possibles
Plusieurs lieux d'implantation du système ont été étudiés durant sa phase de développement. Le projet le plus abouti était celui d'un réseau sur la ligne de Petite Ceinture au sud de Paris, prévu dans le cadre du projet d'exposition universelle de 1989 et finalement abandonné en 1987. Jacques Chirac, déçu de l'abandon du projet, aurait alors suggéré d'implanter Aramis sous la forme d'un transport hectométrique entre les gares de Lyon et d'Austerlitz, mais cette courte liaison n'aurait pas démontré le potentiel du système.
D'autres lignes ont été envisagées en région parisienne, notamment une liaison entre Châtillon et Vélizy, une ligne en rocade entre Antony et Créteil ou encore une desserte de l'aéroport de Roissy-Charles-de-Gaulle, qui se concrétisera finalement sous la forme du système SK 6000 puis du CDGVAL.
L'implantation d'Aramis a également été étudiée en province. Georges Frêche et Jacques Médecin, respectivement maires de Montpellier et Nice, ont été enthousiasmés par le système et ont souhaité son implantation dans leur ville,. Des études ont également été menées à Toulon, Dijon et Strasbourg. 

## Conservation
Un module de 2e génération construit en 1977 pour le circuit d'essais d'Orly est conservé par la RATP. Il est visible dans sa réserve historique de Villeneuve-Saint-Georges qui est ouverte au public lors des journées européennes du patrimoine.